# Teorema de Masreliez
El teorema de Masreliez es un algoritmo recursivo a menudo empleado en estadística robusta y el método matemático de filtros de Kalman extendidos y lleva el nombre del físico C. Johan Masreliez, su autor.

## Historial
La tesis doctoral de  Masreliez (1972) se trataba de "Estimación robusta" y sacó un estimador de una especie de promedio robusto. Este estimador garantiza siempre una varianza máxima para las distribuciónes simétricas, que tienen un grado conocido de error probable en cada "cola" con independencia de cómo la distribución se presenta como el resto. Luego se usó para diseñar un filtro de Kalman robusto como “una aproximación de filtrado no-Gausiano con ecuación de estado lineal y ecuación de observaciones también lineal”.

## Aplicaciones
El teorema desde entonces ha logrado varios aprovechamientos, por ejemplo estimar con precisión el promedio condicionado en situaciones de observación no-Gausianos. Otras son
- Robótica
- Piloto automático
- Interfaz Cerebro Computadora
- Sistema global de navegación por satélite,[7] como
  - Sistema de posicionamiento global